# Toque de Fé
Toque de Fé é o primeiro álbum de estúdio da cantora de música gospel brasileira Michelle Nascimento lançado pela Line Records em julho de 2005.
O álbum foi produzido por Tuca Nascimento e possui composições de Marcos Nascimento, Romulo Nascimento e Davi de Moura, além de duas canções compostas pela própria Michelle. 
Com esse álbum, Michele venceu o Troféu Talento 2006, na categoria revelação feminina. 

## Faixas
1. Toque de Fé (Davi de Moura)
2. Não Diga Não (part. Mário Nascimento) (Marcos Nascimento)
3. Quando Entro em Tua Presença (Davi de Moura)
4. Posso Descansar em Tuas Mãos (Davi de Moura)
5. Andar Contigo (Moisés Freitas e Michelle Nascimento)
6. Antes Que Seja Tarde (Paulo Francisco)
7. Vem me Fazer Feliz (Michelle Nascimento)
8. Elevo os Meus Olhos (part. Tuca Nascimento) (Marcus Salles)
9. Mais Que Palavras (Paulo Francisco)
10. Basta Você Crer (part. Gisele Nascimento) (Marcos Nascimento)
11. Recomeço (Rômulo Nascimento)

## Ficha Técnica
- Produção musical e arranjos: Tuca Nascimento
- Piano: Sérgio Assunção, Mito e Tutuca Borba
- Teclado: Tuca Nascimento e Sérgio Assunção
- Cama de teclado: Tuca Nascimento
- Baixo: Charles Martins e Davi de Moura
- Violão: Tuca Nascimento, Ringo, Moisés Freitas e Valmir Aroeira
- Bateria: Wallace, Felipe Alves e Valmir Bessa
- Sax: Marcos Bonfim
- Guitarra: Sérgio Assunção e Valmir Aroeira
- Violinos: Tutuca Borba
- Percussão: Tuca Nascimento
- Cello: Tuca Nascimento
- Blim: Tuca Nascimento
- Sonoplastia (vento e chuva): Tuca Nascimento
- Trompa: Tutuca Borba
- Oboé: Tuca Nascimento
- Loop: Sérgio Assunção
- Técnico: Nilson (Nescau)
- Efeitos: Tuca Nascimento e Sérgio Assunção
- Mixagem: Edinho e Tuca Nascimento
- Coro: Moisés Freitas, Wilian Nascimento, Marcos Nascimento, Michelle Nascimento, Rute Nascimento e Tuca Nascimento
- Gravado e mixado no Studio Canto de Vitória
- Fotos: D'Carlos
- Design gráfico: Vision Brasil Comunicação